# Matchkalashen
Matchkalashen (in armeno Մաճկալաշեն?, in azero Maçkalaşen o in azero Cütcü) è una comunità rurale del distretto di Xocavənd, in Azerbaigian, fino al 2024 appartenente alla regione di Martuni nella repubblica dell'Artsakh (fino al 2017 denominata repubblica del Nagorno Karabakh).
Nel 2005 contava poco meno di seicento abitanti e sorge, in zona pianeggiante e agricola, lungo la strada che collega Martuni al famoso monastero di Amaras da cui dista pochi chilometri.